# Gunamekar
Gunamekar is een bestuurslaag in het regentschap Garut van de provincie West-Java, Indonesië. Gunamekar telt 4345 inwoners (volkstelling 2010).